# Llista de participants al Tour de França de 1935
Com venia passant des de l'edició de 1930, el Tour de França de 1935 va ser disputat per equips nacionals. Bèlgica, Itàlia, Espanya, Alemanya i França van enviar equips formats per 8 ciclistes. A banda hi havia els ciclistes que corrien de manera individual, sense estar integrats en cap equip. Cada país podia enviar fins a quatre ciclistes que competissin individualment, però que en cas d'abandonament d'un membre de l'equip oficial podrien ocupar el seu lloc. Espanya només en va enviar tres, mentre Suïssa, que no tenia equip nacional, en va enviar quatre, per la qual cosa foren 23 el ciclistes individuals que van prendre la sortida. Finalment, hi havia la categoria "touriste-routiers", en què van participar 30 ciclistes. En total foren 93 els ciclistes que van prendre la sortida. Segons la nacionalitat, hi havia 41 francesos, 13 italians, 12 belgues, 12 alemanys, 11 espanyols i 4 ciclistes suïssos.

## Llista de participants
| Llegenda                 | Llegenda | Llegenda              | Llegenda                                                                                         |
| ------------------------ | --- | --------------------- | ------------------------------------------------------------------------------------------------ |
| #                        | Dorsal de sortida que du el ciclista al Tour                                                                | Pos.                  | Posició final a la classificació general                                                         |
| Mallot groc              | Vencedor de la classificació general                                                                        | Mallot de la muntanya | Vencedor de la classificació de la muntanya                                                      |
| Mallot verd              | Vencedor de la classificació per punts                                                                      | Mallot blanc          | Vencedor de la classificació dels joves                                                          |
| classificació per equips | Vencedor de la classificació per equips                                                                     | Combativitat          | Vencedor de la combativitat                                                                      |
| NP                       | Indica un ciclista que no ha pres la sortida en una etapa, seguit del número de l'etapa en què s'ha retirat | AB                    | Indica un ciclista que no ha finalitzat una etapa, seguit del número d'etapa en què s'ha retirat |
| HD                       | Indica un ciclista que ha finalitzat una etapa fora de control, seguit del número d'etapa                   | EX                    | Corredor exclòs per no respectar el reglament                                                    |
| *                        | Indica un corredor que lluita pel mallot blanc                                                              |                       |                                                                                                  |

### Equips nacionals
| Bèlgica | Bèlgica            | Bèlgica |
| Núm.    | Ciclista           | Pos     |
| ------- | ------------------ | ------- |
| 1       | Jean Aerts         | 29      |
| 2       | Gustave Danneels   | AB-7    |
| 3       | Edgard De Caluwe   | AB-9    |
| 4       | Henri Garnier      | AB-9    |
| 5       | Louis Hardiquest   | AB-15   |
| 6       | Romain Maes        | 1       |
| 7       | Jozef Moerenhout   | NP-2    |
| 8       | Félicien Vervaecke | 3       |

| Itàlia | Itàlia            | Itàlia |
| Núm.   | Ciclista          | Pos    |
| ------ | ----------------- | ------ |
| 9      | Vasco Bergamaschi | AB-15  |
| 10     | Giuseppe Martano  | AB-2   |
| 11     | Remo Bertoni      | AB-8   |
| 12     | Raffaele di Paco  | AB-12  |
| 13     | Francesco Camusso | AB-15  |
| 14     | Mario Cipriani    | AB-2   |
| 15     | Adriano Vignoli   | AB-7   |
| 16     | Luigi Giacobbe    | AB-15  |

| Espanya | Espanya           | Espanya |
| Núm.    | Ciclista          | Pos     |
| ------- | ----------------- | ------- |
| 17      | Federico Ezquerra | AB-5    |
| 18      | Mariano Cañardo   | AB-5    |
| 19      | Vicente Trueba    | AB-5    |
| 20      | Antonio Prior     | 32      |
| 21      | Emiliano Álvarez  | AB-12   |
| 22      | Cipriano Elys     | AB-1    |
| 23      | Salvador Cardona  | 22      |
| 24      | Isidre Figueras   | AB-6    |

| Alemanya | Alemanya         | Alemanya |
| Núm.     | Ciclista         | Pos      |
| -------- | ---------------- | -------- |
| 25       | Kurt Stöpel      | AB-6     |
| 26       | Oskar Thierbach  | 10       |
| 27       | Willi Kutzbach   | 46       |
| 28       | Georg Umbenhauer | AB-16    |
| 29       | Otto Weckerling  | 42       |
| 30       | Anton Hodey      | AB-9     |
| 31       | Emil Kijewski    | AB-9     |
| 32       | Karl Heide       | AB-8     |

| França | França             | França |
| Núm.   | Ciclista           | Pos    |
| ------ | ------------------ | ------ |
| 33     | André Leducq       | 17     |
| 34     | Georges Speicher   | 6      |
| 35     | René Le Grevès     | 15     |
| 36     | Antonin Magne      | AB-7   |
| 37     | Maurice Archambaud | 7      |
| 38     | René Vietto        | 8      |
| 39     | Jules Merviel      | AB-12  |
| 40     | René Debenne       | AB-9   |

### Individuals
| Individuals | Individuals       | Individuals |
| Núm.        | Ciclista          | Pos         |
| ----------- | ----------------- | ----------- |
| 51          | Sylvère Maes      | 4           |
| 52          | Antoon Dignef     | 20          |
| 53          | Jules Lowie       | 5           |
| 54          | François Neuville | AB-9        |
| 55          | Pietro Rimoldi    | AB-15       |
| 56          | Ambrogio Morelli  | 2           |
| 57          | Eugenio Gestri    | AB-6        |
| 58          | Orlando Teani     | 27          |

| Individuals | Individuals      | Individuals |
| Num.        | Ciclista         | Pos         |
| ----------- | ---------------- | ----------- |
| 59          | Demetrio Vicente | AB-9        |
| 60          | Francisco Cepeda | AB-8        |
| 61          | Vicente Bachero  | 39          |
| 63          | Ferdi Ickes      | 45          |
| 64          | Bruno Roth       | 23          |
| 65          | Georges Haendel  | 34          |
| 66          | Georg Stach      | AB-21       |

| Individuals | Individuals       | Individuals |
| Num.        | Ciclista          | Pos         |
| ----------- | ----------------- | ----------- |
| 67          | Jean Fontenay     | 25          |
| 68          | Julien Moineau    | 30          |
| 69          | Roger Lapébie     | AB-12       |
| 70          | Charles Pélissier | 13          |
| 71          | Leo Amberg        | 24          |
| 72          | Fritz Hartmann    | 26          |
| 73          | Alfred Bula       | AB-1        |
| 74          | Kurt Stettler     | 40          |

### Touriste-routier
| Touriste-routier | Touriste-routier    | Touriste-routier |
| Núm.             | Ciclista            | Pos              |
| ---------------- | ------------------- | ---------------- |
| 101              | Louis Thiétard      | 36               |
| 102              | Oreste Bernardoni   | 35               |
| 103              | Paul-René Corallini | AB-5             |
| 104              | Georges Lachat      | 38               |
| 105              | Aimable Denhez      | AB-2             |
| 106              | Arthur Debruycker   | AB-1             |
| 107              | Honoré Granier      | 28               |
| 108              | Benoît Faure        | 12               |
| 109              | Sezny Leroux        | AB-5             |
| 110              | Charles Berty       | 37               |

| Touriste-routier | Touriste-routier | Touriste-routier |
| Num.             | Ciclista         | Pos              |
| ---------------- | ---------------- | ---------------- |
| 111              | Clément Bistagne | AB-12            |
| 112              | Maurice Kraus    | AB-7             |
| 113              | Joseph Mauclair  | 19               |
| 114              | Fernand Fayolle  | 16               |
| 115              | Maurice Pomarede | AB-8             |
| 116              | Dante Gianello   | 21               |
| 117              | Georges Hubatz   | 44               |
| 118              | Jean Philip      | AB-7             |
| 119              | Pierre Cogan     | 11               |
| 120              | Louis Halbourg   | AB-3             |

| Touriste-routier | Touriste-routier     | Touriste-routier |
| Num.             | Ciclista             | Pos              |
| ---------------- | -------------------- | ---------------- |
| 121              | Manuel Garcia        | 41               |
| 122              | Pierre Janvier       | AB-5             |
| 123              | Gabriel Ruozzi       | 9                |
| 124              | René Bernard         | 14               |
| 125              | Pierre-Marie Cloarec | 18               |
| 126              | Roland Fleuret       | AB-2             |
| 127              | Théodore Ladron      | 43               |
| 128              | Paul Chocque         | 31               |
| 129              | Robert Renonce       | AB-9             |
| 130              | Aldo Bertocco        | 33               |